# McFall
McFall è un comune degli Stati Uniti d'America, situato nello Stato del Missouri, nella contea di Gentry.